# Myonia glaucaspis
Myonia glaucaspis är en fjärilsart som beskrevs av Walker 1854. Myonia glaucaspis ingår i släktet Myonia och familjen tandspinnare. Inga underarter finns listade i Catalogue of Life.